# Al Muharraq
Al Muharraq (arabo المحرق, il luogo delle ceneri) è una città del Bahrain, di cui è stata capitale fino al 1923 ed anche importante centro religioso.

## Storia
La città ha origini molto antiche, che risalgono all'epoca dei Dilmun, circa 5 000 anni fa, ma ha acquisito importanza nell'epoca in cui l'isola cadde sotto la dominazione della dinastia seleucide, e Al Muharraq divenne il centro di un culto pagano dedicato al dio squalo, Awal. Gli abitanti, la cui sopravvivenza dipendeva dalla pesca e dal commercio, veneravano il dio rappresentato da una grande statua nel centro della città.
Intorno al V secolo d.C., Al Muharraq era diventata uno dei maggiori centri del nestorianesimo cristiano, rispetto al quale rappresentava il maggior centro nell'area del Golfo Persico. Come Chiesa dissidente, i nestoriani subivano la persecuzione dell'impero Bizantino, ma data la lontananza dell'isola, qui i nestoriani non ne soffrivano gli effetti, anzi offrivano rifugio ai perseguitati. La diocesi di Mâšmâhîg della Chiesa nestoriana è documentata dal V al VII secolo. Ancor oggi alcuni toponimi cittadini riflettono questo legame con i cristiani nestoriani, come per esempio con Al-Dair che significa Il Monastero e Qalali che significa  i chiostri dei monaci.

## Geografia fisica
Vicino ad al Muharraq si trova l'isola artificiale di Amwaj, dove sono stati costruiti grandi edifici, hotel e spiagge per i turisti.